# سنگ‌چالک
سنگ چالک، روستایی است از توابع بخش چمستان شهرستان نور در استان مازندران ایران. سنگچالک روستایی توریستی وسرسبز است که در منطقه‌ای که موسوم به جاده آپادانا هست واقع شده و فاصله بسیار کمی تا بخش مرکزی و شهری چمستان دارد.

## جمعیت
این روستا در دهستان ناتل‌رستاق قرار دارد و براساس سرشماری مرکز آمار ایران در سال ۱۳۹۵، جمعیت آن ۲۹۵ نفر (۹۵خانوار)، که ۱۵۳ نفر آن مرد و ۱۴۲ نفر آن زن بوده‌است.